# Indonésie aux Jeux olympiques d'été de 2024
L'Indonésie participe aux Jeux olympiques de 2024 à Paris. Il s'agit de sa 17e participation à des Jeux olympiques d'été.
La judoka Maryam Maharani et le coureur cycliste Bernard Van Aert sont nommés porte-drapeaux de la délégation indonésienne,.

## Nombre d’athlètes qualifiés par sport
Voici la liste des qualifiés et sélectionnés indonésiens par sport (remplaçants compris) :
| Sport                                 | Hommes | Femmes | Total |
| ------------------------------------- | ------ | ------ | ----- |
| Athlétisme                            | 1      | -      | 1     |
| Aviron                                | 1      | -      | 1     |
| Badminton                             | 5      | 4      | 9     |
| Cyclisme                              | 1      | -      | 1     |
| Escalade                              | 2      | 2      | 4     |
| Gymnastique • Gymnastique artistique  | -      | 1      | 1     |
| Haltérophilie                         | 2      | 1      | 3     |
| Judo                                  | -      | 1      | 1     |
| Sports aquatiques • Natation sportive | 1      | 1      | 2     |
| Surf                                  | 1      | -      | 1     |
| Tir                                   | 1      | -      | 1     |
| Tir à l'arc                           | 1      | 3      | 4     |
| Total                                 | 16     | 13     | 29    |

## Bilan général
| Sport         | Médaille d'or, Jeux olympiques | Médaille d'argent, Jeux olympiques | Médaille de bronze, Jeux olympiques | Total | Rang pays |
| ------------- | ------------------------------ | ---------------------------------- | ----------------------------------- | ----- | --------- |
| Badminton     | 0                              | 0                                  | 1                                   | 1     | 8e        |
| Escalade      | 1                              | 0                                  | 0                                   | 1     | 2e        |
| Haltérophilie | 1                              | 0                                  | 0                                   | 1     | 4e        |
| Total         | 2                              | 0                                  | 1                                   | 3     |           |

| Jour   | Médaille d'or, Jeux olympiques | Médaille d'argent, Jeux olympiques | Médaille de bronze, Jeux olympiques | Total |
| ------ | ------------------------------ | ---------------------------------- | ----------------------------------- | ----- |
| 5 août | 0                              | 0                                  | 1                                   | 1     |
| 8 août | 2                              | 0                                  | 0                                   | 2     |
| Total  | 2                              | 0                                  | 1                                   | 3     |

| Sexe   | Médaille d'or, Jeux olympiques | Médaille d'argent, Jeux olympiques | Médaille de bronze, Jeux olympiques | Total |
| ------ | ------------------------------ | ---------------------------------- | ----------------------------------- | ----- |
| Hommes | 2                              | 0                                  | 0                                   | 2     |
| Femmes | 0                              | 0                                  | 1                                   | 1     |
| Mixte  | 0                              | 0                                  | 0                                   | 0     |
| Total  | 2                              | 0                                  | 1                                   | 3     |

## Médaillés
| Sport         | Discipline                   | Athlète(s)       | Performance | Date        |
| ------------- | ---------------------------- | ---------------- | ----------- | ----------- |
| Escalade      | épreuve de vitesse masculine | Veddriq Leonardo |             | 8 août 2024 |
| Haltérophilie | moins de 73 kg hommes        | Rizki Juniansyah |             | 8 août 2024 |

| Sport | Discipline | Athlète(s) | Performance | Date |
| ----- | ---------- | ---------- | ----------- | ---- |
|       |            |            |             |      |

| Sport     | Discipline   | Athlète(s)               | Performance | Date   |
| --------- | ------------ | ------------------------ | ----------- | ------ |
| Badminton | Simple dames | Gregoria Mariska Tunjung |             | 5 août |

## Résultats

### Athlétisme

#### Hommes
| Athlète             | Épreuve | Tour préliminaire | Tour préliminaire | Premier tour | Premier tour | Demi-finales | Demi-finales | Finale  | Finale  |
| Athlète             | Épreuve | Temps             | Rang              | Temps        | Rang         | Temps        | Rang         | Temps   | Rang    |
| ------------------- | ------- | ----------------- | ----------------- | ------------ | ------------ | ------------ | ------------ | ------- | ------- |
| Lalu Muhammad Zohri | 100 m   | 10 s 35           | 2e                | 10 s 26      | 6e           | Éliminé      | Éliminé      | Éliminé | Éliminé |

### Aviron
| Athlète | Compétition | Série         | Série | Repêchage     | Repêchage | Quart de finale | Quart de finale | Demi-finale   | Demi-finale | Finale                | Finale |
| Athlète | Compétition | Temps         | Rang  | Temps         | Rang      | Temps           | Rang            | Temps         | Rang        | Temps                 | Rang   |
| ------- | ----------- | ------------- | ----- | ------------- | --------- | --------------- | --------------- | ------------- | ----------- | --------------------- | ------ |
| La Memo | Skiff       | 7 min 19 s 33 | 5e    | 7 min 19 s 60 | 3e        | Non disputé     | Non disputé     | 7 min 32 s 18 | 3e          | Finale E 7 min 2 s 23 | 27e    |

### Badminton
| Athlète                                     | Compétition   | Phase de groupes                                   | Phase de groupes                     | Phase de groupes                            | Phase de groupes | 1/8e de finale            | Quarts de finale                     | Demi-finales                      | Finale / 3e place     | Finale / 3e place                   |
| Athlète                                     | Compétition   | Adversaire Score                                   | Adversaire Score                     | Adversaire Score                            | Rang             | Adversaire Score          | Adversaire Score                     | Adversaire Score                  | Adversaire Score      | Rang                                |
| ------------------------------------------- | ------------- | -------------------------------------------------- | ------------------------------------ | ------------------------------------------- | ---------------- | ------------------------- | ------------------------------------ | --------------------------------- | --------------------- | ----------------------------------- |
| Jonatan Christie                            | Simple hommes | Bat Carraggi 18-21, 21-11, 21-16                   | Bat Cordón par forfait               | Battu par Sen 18-21, 12-21                  | 2e du gr. L      | Éliminé                   | Éliminé                              | Éliminé                           | Éliminé               | Éliminé                             |
| Anthony Sinisuka Ginting                    | Simple hommes | Bat Shu 21-14, 21-8                                | Battu par Popov 19-21, 21-17, 15-21  | Non disputé                                 | 2e du gr. H      | Éliminé                   | Éliminé                              | Éliminé                           | Éliminé               | Éliminé                             |
| Gregoria Mariska Tunjung                    | Simple dames  | Bat Buhrova 21-10, 21-15                           | Bat Švábíková 21-12, 21-18           | Non disputé                                 | 1re du gr. G     | Bat Kim 21-4, 8-21, 23-21 | Bat Intanon 25-23, 21-9              | Battue par An 21-11, 13-21, 16-21 | Bat Marín par forfait | Médaille de bronze, Jeux olympiques |
| Fajar Alfian Muhammad Rian Ardianto         | Double hommes | Battent Lamsfuß / Seidel par forfait               | Battent Corvée / Labar 21-17, 21-14  | Battus par Rankireddy / Shetty 13-21, 13-21 | 2e du gr. C      | Non disputé               | Battus par Liang / Wang 22-24, 20-22 | Éliminés                          | Éliminés              | Éliminés                            |
| Apriyani Rahayu Siti Fadia Silva Ramadhanti | Double dames  | Battues par Matsumoto / Nagahara 22-24, 15-21      | Battues par Chen / Jia 12-21, 22-24  | Battues par Tan / Thinaah 18-21, 9-21       | 4e du gr. A      | Non disputé               | Éliminées                            | Éliminées                         | Éliminées             | Éliminées                           |
| Rinov Rivaldy Pitha Haningtyas Mentari      | Double mixte  | Battus par Kim W-h / Jeong N-e 22-20, 14-21, 19-21 | Battus par Zheng / Huang 10-21, 3-21 | Battus par Gicquel / Delrue 13-21, 15-21    | 4e du gr. A      | Non disputé               | Éliminés                             | Éliminés                          | Éliminés              | Éliminés                            |

### Cyclisme

#### Piste
| Athlète          | Compétition | Scratch | Scratch | Course tempo | Course tempo | Élimination | Élimination | Course aux points | Course aux points | Total  | Total |
| Athlète          | Compétition | Points  | Rang    | Points       | Rang         | Points      | Rang        | Points            | Rang              | Points | Rang  |
| ---------------- | ----------- | ------- | ------- | ------------ | ------------ | ----------- | ----------- | ----------------- | ----------------- | ------ | ----- |
| Bernard Van Aert | Hommes      | 6       | 18e     | 2            | 20e          | 1           | 22e         | -40               | 15e               | -31    | 20e   |

### Escalade
| Athlète                     | Compétition | Qualification au temps | Qualification au temps | Qualification en duel            | Quart de finale                  | Demi-finale                      | Finale                          | Rang                           |
| Athlète                     | Compétition | Temps                  | Rang                   | Adversaire Résultat              | Adversaire Résultat              | Adversaire Résultat              | Adversaire Résultat             | Résultat                       |
| --------------------------- | ----------- | ---------------------- | ---------------------- | -------------------------------- | -------------------------------- | -------------------------------- | ------------------------------- | ------------------------------ |
| Rahmad Adi Mulyono          | Hommes      | 5 s 07                 | 14e                    | Leonardo Défaite 5 s 13 - 4 s 98 | Éliminé                          | Éliminé                          | Éliminé                         | 10e                            |
| Veddriq Leonardo            | Hommes      | 4 s 79                 | 1e                     | Mulyono Victoire 4 s 98 - 5 s 13 | Mawem Victoire 4 s 88 - 5 s 26   | Alipour Victoire 4 s 78 - 4 s 84 | Peng Victoire 4 s 75 - 4 s 77   | Médaille d'or, Jeux olympiques |
| Desak Made Rita Kusuma Dewi | Femmes      | 6 s 45                 | 6e                     | Kelly Victoire 6 s 38 - 8 s 43   | Lijuan Défaite 6 s 369 - 6 s 363 | Éliminé                          | Éliminé                         | 6e                             |
| Rajiah Sallsabillah         | Femmes      | 6 s 58                 | 7e                     | Romero Victoire F - 7 s 26       | Hunt Victoire 6 s 54 - 7 s 98    | Lijuan Défaite 6 s 41 - 6 s 38   | Kałucka Défaite 8 s 24 - 6 s 53 | 4e                             |

### Gymnastique artistique
| Athlète            | Compétition         | Qualifications      | Qualifications | Finale              | Finale   |
| Athlète            | Compétition         | Appareil            | Rang           | Appareil            | Rang     |
| Athlète            | Compétition         | Barres asymétriques | Rang           | Barres asymétriques | Rang     |
| ------------------ | ------------------- | ------------------- | -------------- | ------------------- | -------- |
| Rifda Irfanaluthfi | Barres asymétriques | 9,166               | 80e            | Éliminée            | Éliminée |

### Haltérophilie
| Athlète          | Compétition    | Arraché  | Arraché | Épaulé-jeté | Épaulé-jeté | Total  | Rang                           |
| Athlète          | Compétition    | Résultat | Rang    | Résultat    | Rang        | Total  | Rang                           |
| ---------------- | -------------- | -------- | ------- | ----------- | ----------- | ------ | ------------------------------ |
| Eko Yuli Irawan  | Moins de 61 kg | 135 kg   | 2e      | 162 kg      | NPT         | NPT    | NPT                            |
| Rizki Juniansyah | Moins de 73 kg | 155 kg   | 2e      | 199 kg      | 1er         | 354 kg | Médaille d'or, Jeux olympiques |

| Athlète     | Compétition   | Arraché  | Arraché | Épaulé-jeté | Épaulé-jeté | Total  | Rang |
| Athlète     | Compétition   | Résultat | Rang    | Résultat    | Rang        | Total  | Rang |
| ----------- | ------------- | -------- | ------- | ----------- | ----------- | ------ | ---- |
| Nurul Akmal | Plus de 81 kg | 105 kg   | 11e     | 140 kg      | 10e         | 245 kg | 12e  |

### Judo
| Athlète               | Compétition    | 1er tour            | 2e tour             | Quart de finale     | Demi-finale         | Repêchage           | Finale / CB         | Rang |
| Athlète               | Compétition    | Adversaire Résultat | Adversaire Résultat | Adversaire Résultat | Adversaire Résultat | Adversaire Résultat | Adversaire Résultat | Rang |
| --------------------- | -------------- | ------------------- | ------------------- | ------------------- | ------------------- | ------------------- | ------------------- | ---- |
| Maryam March Maharani | Moins de 52 kg | Ferreira V 10 - 00  | Krasniqi D 00 - 10  | Éliminée            | Éliminée            | Éliminée            | Éliminée            | 10e  |

### Natation
| Athlète       | Épreuve        | Séries  | Séries | Demi-finales | Demi-finales | Finale  | Finale  |
| Athlète       | Épreuve        | Temps   | Rang   | Temps        | Rang         | Temps   | Rang    |
| ------------- | -------------- | ------- | ------ | ------------ | ------------ | ------- | ------- |
| Joe Kurniawan | 100 m papillon | 53 s 95 | 33e    | Éliminé      | Éliminé      | Éliminé | Éliminé |

| Athlète             | Épreuve       | Séries        | Séries | Demi-finales | Demi-finales | Finale   | Finale   |
| Athlète             | Épreuve       | Temps         | Rang   | Temps        | Rang         | Temps    | Rang     |
| ------------------- | ------------- | ------------- | ------ | ------------ | ------------ | -------- | -------- |
| Azzahra Permatahani | 200 m 4 nages | 2 min 20 s 51 | 31e    | Éliminée     | Éliminée     | Éliminée | Éliminée |

### Surf
| Athlète   | Compétition | 1er tour | 1er tour | 2e tour           | 2e tour | 3e tour  | Quart de finale | Demi-finale | Finale / MB | Finale / MB |
| Athlète   | Compétition | Résultat | Rang     | Résultat          | Rang    | Résultat | Résultat        | Résultat    | Résultat    | Classement  |
| --------- | ----------- | -------- | -------- | ----------------- | ------- | -------- | --------------- | ----------- | ----------- | ----------- |
| Rio Waida | Hommes      | 5.40     | 3e       | Smith D 5.40–9.50 | e       | Éliminée | Éliminée        | Éliminée    | Éliminée    | 17e         |

### Tir
| Tireurs          | Compétition                  | Qualification | Qualification | Finale  | Finale  |
| Tireurs          | Compétition                  | Points        | Rang          | Points  | Rang    |
| ---------------- | ---------------------------- | ------------- | ------------- | ------- | ------- |
| Fathur Gustafian | Carabine à 10 m air comprimé | 628,7         | 15e           | Éliminé | Éliminé |
| Fathur Gustafian | Carabine à 50 m 3 positions  | 574-19x       | 43e           | Éliminé | Éliminé |

### Tir à l'arc
| Athlète               | Compétition | Tour préliminaire | Tour préliminaire | 1/32e de finale               | 1/16e de finale         | 1/8e de finale      | Quart de finale        | Demi-finale      | Finale / MB      | Rang     |
| Athlète               | Compétition | Score             | Rang              | Adversaire Score              | Adversaire Score        | Adversaire Score    | Adversaire Score       | Adversaire Score | Adversaire Score | Rang     |
| --------------------- | ----------- | ----------------- | ----------------- | ----------------------------- | ----------------------- | ------------------- | ---------------------- | ---------------- | ---------------- | -------- |
| Arif Dwi Pangestu     | Hommes      | 656               | 40e               | Tang Défaite 1 - 7            | Éliminé                 | Éliminé             | Éliminé                | Éliminé          | Éliminé          | Éliminé  |
| Diananda Choirunisa   | Femmes      | 670               | 6e                | van der Winkel Victoire 7 - 1 | Gnoriega Victoire 6 - 5 | Kaur Victoire 6 - 5 | Barbelin Défaite 5 - 6 | Éliminée         | Éliminée         | Éliminée |
| Rezza Octavia         | Femmes      | 650               | 32e               | Chénier Victoire 6 - 2        | Lim Défaite 0 - 6       | Éliminée            | Éliminée               | Éliminée         | Éliminée         | Éliminée |
| Syifa Nurafifah Kamal | Femmes      | 640               | 43e               | Kaur Défaite 3 - 7            | Éliminée                | Éliminée            | Éliminée               | Éliminée         | Éliminée         | Éliminée |

| athlète                                                 | Compétition | Tour préliminaire | Tour préliminaire | 1/8e de finale          | Quart de finale     | Demi-finale       | Finale / MB       | Rang      |
| athlète                                                 | Compétition | Score             | Rang              | Adversaires Score       | Adversaires Score   | Adversaires Score | Adversaires Score | Rang      |
| ------------------------------------------------------- | ----------- | ----------------- | ----------------- | ----------------------- | ------------------- | ----------------- | ----------------- | --------- |
| Diananda Choirunisa Rezza Octavia Syifa Nurafifah Kamal | Femmes      | 1960              | 7e                | Malaisie Victoire 5 - 3 | Chine Défaite 1 - 5 | Éliminées         | Éliminées         | Éliminées |
| Arif Dwi Pangestu Diananda Choirunisa                   | Mixte       | 1326              | 12e               | Inde Défaite 1 - 5      | Éliminés            | Éliminés          | Éliminés          | Éliminés  |